# Gustavus T. Kirby
Gustavus Town Kirby (* 22. Januar 1874 in Philadelphia, Pennsylvania; † 27. Februar 1954 in Bedford Hills, New York) war amerikanischer Leichtathlet, Fechter, Anwalt, Erfinder, Kunstsammler und Sportfunktionär.

## Leben
Nach öffentlichen und privaten Schulen in New York studierte er Elektrophysik (E.E. 1895) und Jura (LL.B. 1898) an der Columbia University. Er wurde noch 1898 als Anwalt zugelassen und arbeitete in unterschiedlichen Kanzleien. 1905 wurde er prominent, weil er einen Korruptionsskandal der New Yorker Gasversorger erst als Anwalt, dann als Angestellter der Staatsanwaltschaft aufdecken half. 1912 beendete er seine Tätigkeit als Jurist und trat als Vizepräsident in die American Art Association ein, die von seinem Vater (Auktionator und Kunsthändler Thomas Ellis Kirby) 1893 in New York gegründet worden war. 1933 ließ er sich als Anwalt in einer eigenen Kanzlei nieder, die er bis zu seinem Tode betrieb. 1928 begann er mit Experimenten mit Lichtquellen und erfand und patentierte das Kirby-Lite, eine gleichmäßige Lichtquelle, die vor allem in Krankenhäusern, bei Fotografen und bei indirekter Beleuchtung in Ausstellungen und Museen Anwendung fand. 1931 erfand und patentierte er den Kirby Camera Timer, eine Zeitnahme durch Lichtschranken, die einen genauen Zieleinlauf vor allem in der Leichtathletik und beim Pferderennen ermöglichte. In und nach dem Ersten Weltkrieg arbeitete er für 1 $ im Jahr im Verteidigungsministerium und war zuständig für die Versorgung und Zivilverwaltung Belgiens. Auch im Zweiten Weltkrieg wurde ihm dieselbe Aufgabe wieder übertragen. Er war Mitglied der Republikanischen Partei New Yorks.

## Sportliches Engagement
Kirby war Kapitän der Columbia University Leichtathletik- und der Fechtmannschaft (1896 Amerikanischer Hochschulmeister) sowie der Organisator der Radrennmannschaft. 1895 wurde er zum Vorsitzenden der Collegesportler der Ostküste (Inter-Collegiate Amateur Athletes of America) gewählt und blieb dann Vorstandsmitglied bis 1936. In dieser Eigenschaft sorgte er für die Teilnahme amerikanischer Sportler an den I. Olympischen Spielen 1896 in Athen. Seit dieser Zeit bis zu den Olympischen Spielen 1952 in Helsinki hat er dem US-amerikanischen Olympischen Komitee angehört und war von 1912 bis 1924 deren Präsident und von 1932 bis 1945 deren Schatzmeister. Durch seine guten Beziehungen als Zuständiger für die Zivilversorgung Belgiens war er maßgeblich am Gelingen der Olympischen Spiele 1920 in Antwerpen beteiligt. Von 1898 bis zu seinem Tode gehörte er dem Vorstand der AAU (Präsident 1912/13) an. Er vertrat die amerikanischen Interessen 1913 bei der Gründung der International Association of Athletics Federations in Berlin. In der amerikanischen Auseinandersetzung um die Teilnahme an den Olympischen Spielen 1936 in Berlin, den Nazi-Spielen, stand er fest an der Seite von Avery Brundage – oder wie er sagte der „Sportler“ – und setzte sich für die amerikanische Teilnahme der amerikanischen Mannschaft an den Spielen ein. Da die sonst üblichen großen Spenden zum Entsenden der Mannschaft ausblieben, war Kirby als Schatzmeister für die Finanzierung der Mannschaft verantwortlich – was ihm, trotz der vorhergesagten Unmöglichkeit, dennoch gelang.
In New York City organisierte er den Jugendwettkampfsport von 1903 bis 1928 als Vizepräsident der Public School Athletic League und von 1928 bis 1936 als Präsident (als Ehrenpräsident bis zu seinem Tode). Von 1932 bis 1955 war er im Vorstand des amerikanischen Springreiterverbandes American Horse Shows Association (Ehrenpräsident bis zu seinem Tode). Er war Schatzmeister von der Gründung 1908 bis 1946 der National Recreation Association of America (bis zu seinem Tode Ehrenschatzmeister). Von 1932 bis zu seinem Tode war er Vizepräsident und Director der Park Association of New York. Neben diesen Aktivitäten fand er Zeit für Tennis, Squash, Golf, Segeln und Reiten.

## Ehrungen
- 1912 Ritter 1. Klasse des Wasaordens (Schweden)
- 1920 Offizier des Leopold II. Ordens (Belgien)
- 1926 Offizier der Ehrenlegion (Frankreich)
- 1936 Verdienstkreuz 1. Klasse Deutscher Olympiaorden (Deutschland)
- 1939 Verdienstmedaille Columbia University
- 1941 Ritter der Rose von Finnland (Finnland)
- 1952 Finnischer Olympiaorden 1. Klasse
- 1953 Aufnahme in die Ehrenhalle des amerikanischen Sports (Helms Hall of Fame)